# Tamara Šoletić
Tamara Šoletić (Zadar, 21. listopada 1965.) hrvatska je kazališna i televizijska glumica, recitatorica i lutkarica.

## Filmografija

### Filmske uloge
- "Mali div" kao voditeljica (2013.)
- "Tlo pod nogama" kao mama (2014.)
- "Ne gledaj mi u pijat" kao Boša (2016.)
- "Zbornica" kao Dijana (2021.)
- "Samo kad se smijem" kao tajnica (2023.)

### Televizijske uloge
- "Zauvijek susjedi" kao Ljiljana "Lili" Ferdić (2007. – 2008.)
- "Sve će biti dobro" kao doktorica (2008. – 2009.)
- "Dolina sunca" kao Loreta (2009. – 2010.)
- "Lov u mutnom" kao Rozi (2010.)
- "Ruža vjetrova" kao Adrijana Jelavić (2011. – 2012.)
- "Zlatni dvori" kao Žana Zlokić (2016. – 2017.)
- "Kumovi" kao Pavlica Đuzel (2024.)

## Vanjske poveznice
- Tamara Šoletić u internetskoj bazi filmova IMDb-u (engl.)